# Katholische Seemannsmission Stella Maris

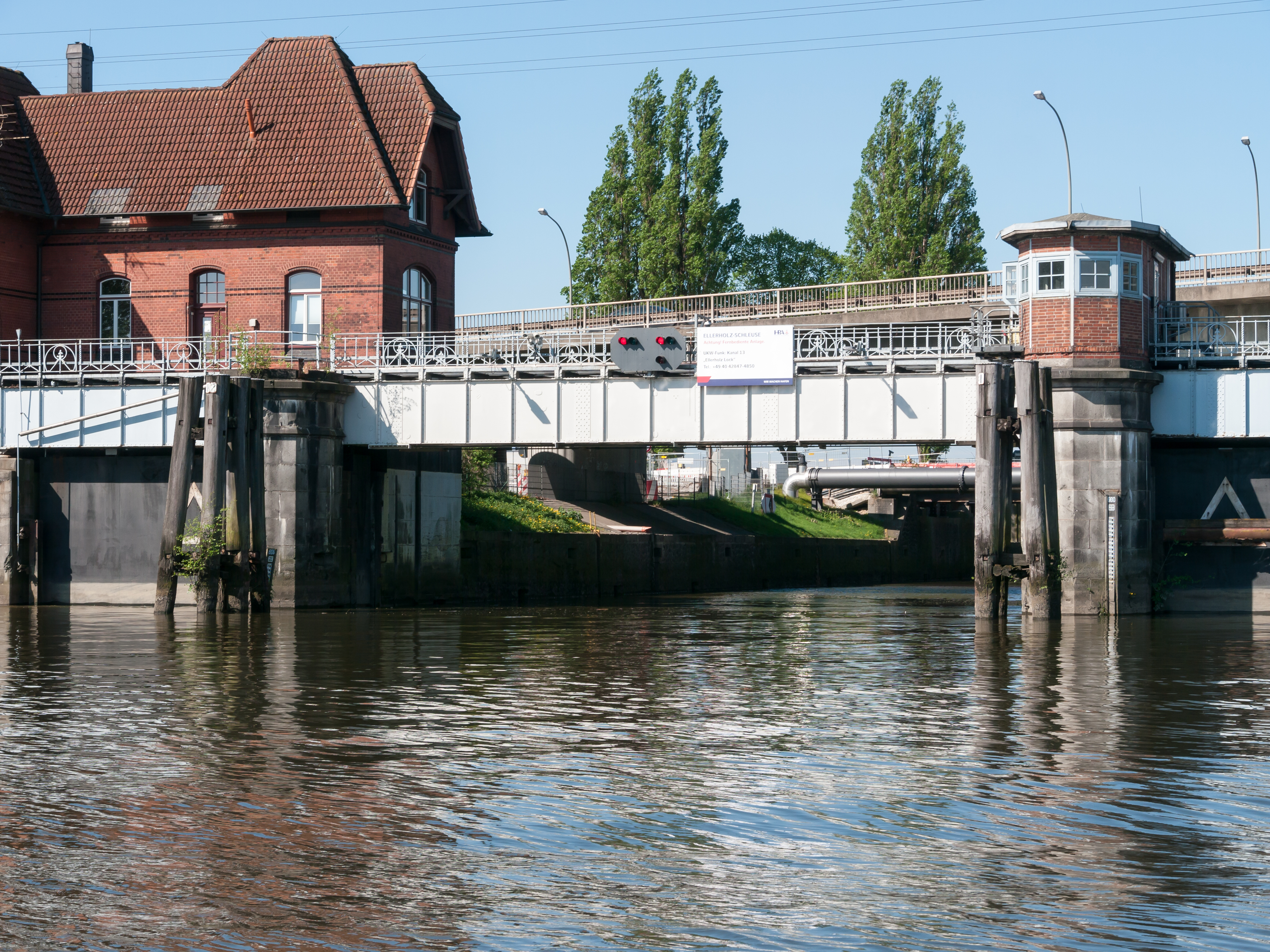
Stella Maris – Katholische Seemannsmission in Hamburg

Stella Maris ist die Bezeichnung der katholischen Seemannsmissionen in vielen Ländern – auch in Deutschland. Sie zählen weltweit zum internationalen katholischen Werk Apostleship of the Sea. In Deutschland gibt es zwei Stella-Maris-Einrichtungen: eine in Hamburg, die andere in Bremen (zuständig für Bremen und die Unterweserhäfen). Die katholischen Einrichtungen betreuen weltweit Seeleute seelsorgerlich und in fast allen sozialen Belangen.

## Name
Stella Maris  heißt übersetzt Stern des Meeres. Es ist die Bezeichnung für Maria, die vor allem in der katholischen Kirche als Heilige verehrte Mutter von Jesus. Sie wiederum gilt seit Jahrhunderten als eine der Schutzheiligen der Seefahrer. Der Name Stella Maris bezieht sich auf die Litaneien des Heiligen Augustinus und taucht zum ersten Mal im 4. Jahrhundert auf.

## Geschichte

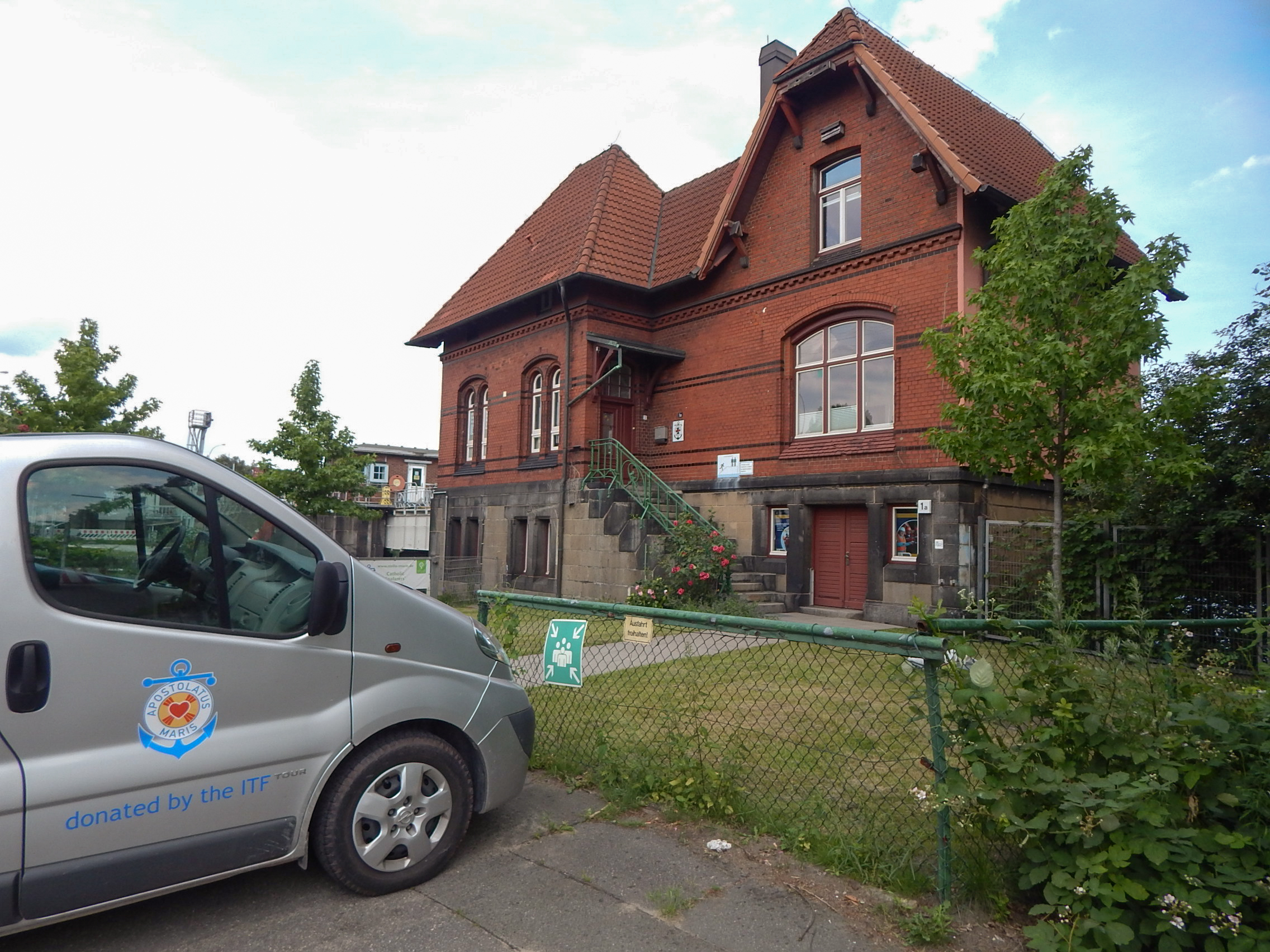
Stella Maris Hamburg, Außenansicht

Mission und vor allem seelsorgerische Betreuung von Seefahrern in Deutschland war zunächst eine Aufgabe, die Geistliche in den von der Hanse dominierten Städten mit übernahmen. Außerdem bildeten einige Seefahrer-Gesellschaften schon im 14. Jahrhundert eigene Bruderschaften mit kirchlichem Charakter. Sie finanzierten sich über eine Art Almosengabe, die genau festgelegt war: Jeder Schiffer dieser Bruderschaft hatte „eine Tonne St. Annen vöringe“ abzuliefern, also den Ertrag für eine Tonne Fracht. Von dem Geld wurden zum Fest Heilige Drei Könige (6. Januar) ein Hochamt und anschließendes Festgelage finanziert – aber auch soziale Einrichtungen wie Seefahrer-Armenhäuser und erste Vorläufer von Seemannsheimen unterstützt.
Die katholische Arbeit an Seefahrern entstand als eigenständige „Mission“ zunächst in England. 1920 war es Peter F. Anson, der sich in einem Plädoyer „a plea for seamen“ energisch für eine eigene katholische Arbeit an Seeleuten einsetzte. Er verglich in seinem Artikel die „vernachlässigte“ Arbeit der Katholiken an Seeleuten mit denen der Protestanten und kam zu dem Schluss: „Je größer die Aktivitäten der protestantischen Missionen sind, desto größer die Gefahr, denen die katholischen Seeleute ausgesetzt sind.“
Mit päpstlichem Segen (1922) begann daraufhin der gezielte Aufbau eigener katholischer Seefahrermissionen weltweit.
In Hamburg ist die Gründungsphase der Katholischen Seemannsmission Stella Maris vor allem mit dem Namen von Hans Ansgar Reinhold verbunden. Der katholische Geistliche gehörte 1930 zu den Mitbegründern des Internationalen Apostolats des Meeres. Als deren Generalsekretär organisierte er die deutsche Sektion dieses Apostolats und gründete in Hamburg 1933 die erste Stella-Maris-Mission. Die deutsche Abteilung des Apostolats entwickelte sich früh zu einem Zentrum des Widerstands gegen den Nationalsozialismus. Reinhold geriet ins Visier der Gestapo und flüchtete 1935 aus Deutschland in die USA.
Das erste eigene Haus in der Hafenstraße 93 musste die katholische Seemannsmission bereits 1936 wieder räumen. Das zweite Domizil in der Hopfenstraße 34 konfiszierte die Gestapo 1941. Nach dem Krieg baute Stella Maris ein größeres Seemannsheim in der Reimarusstraße 12, das heute ein privates Hotel ist. Seit 2015 hat Stella Maris ein altes Schleusenwärterhaus direkt im Hafen bezogen.

## Angebot

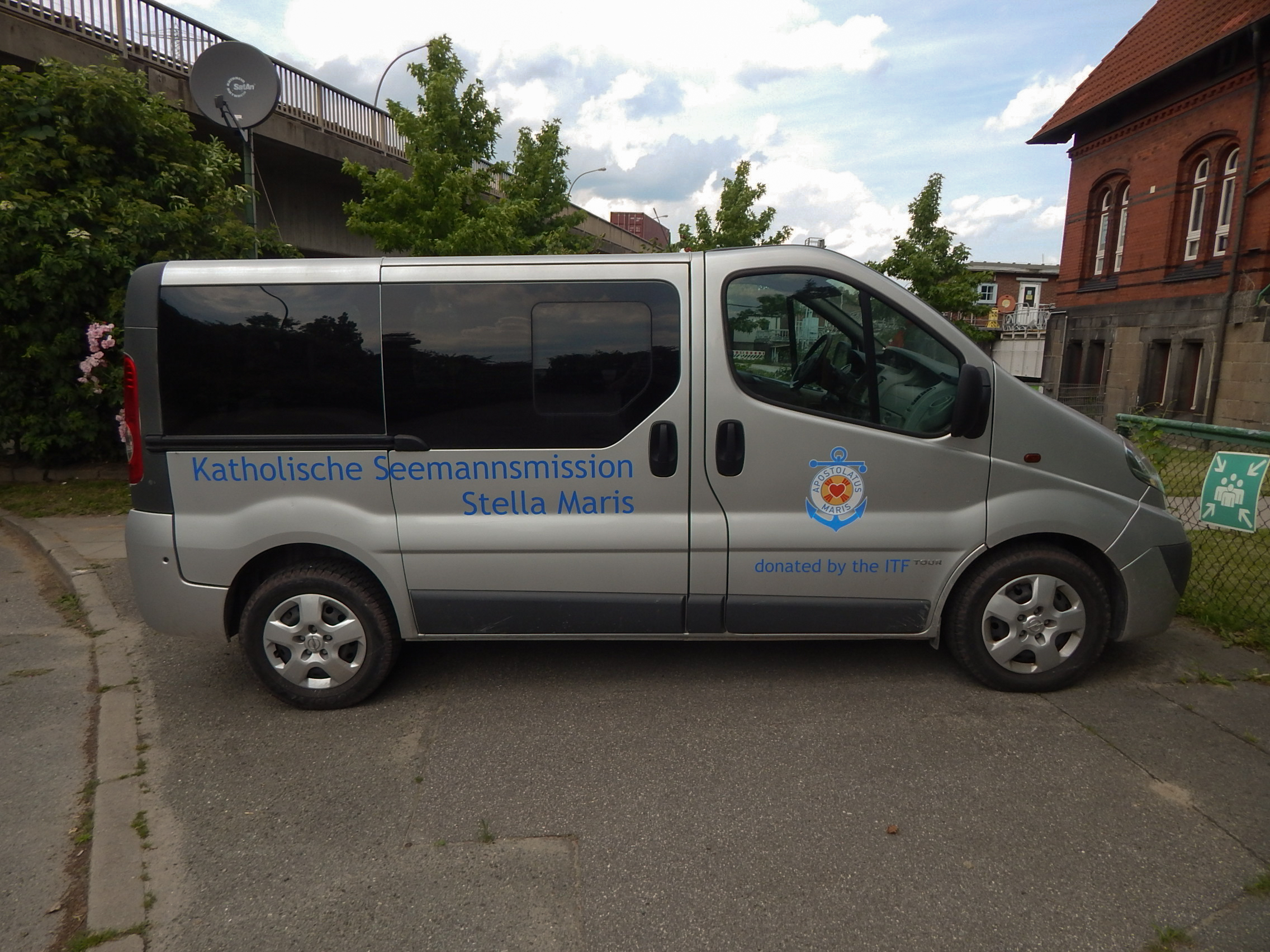
Stella Maris Hamburg – Shuttlebus

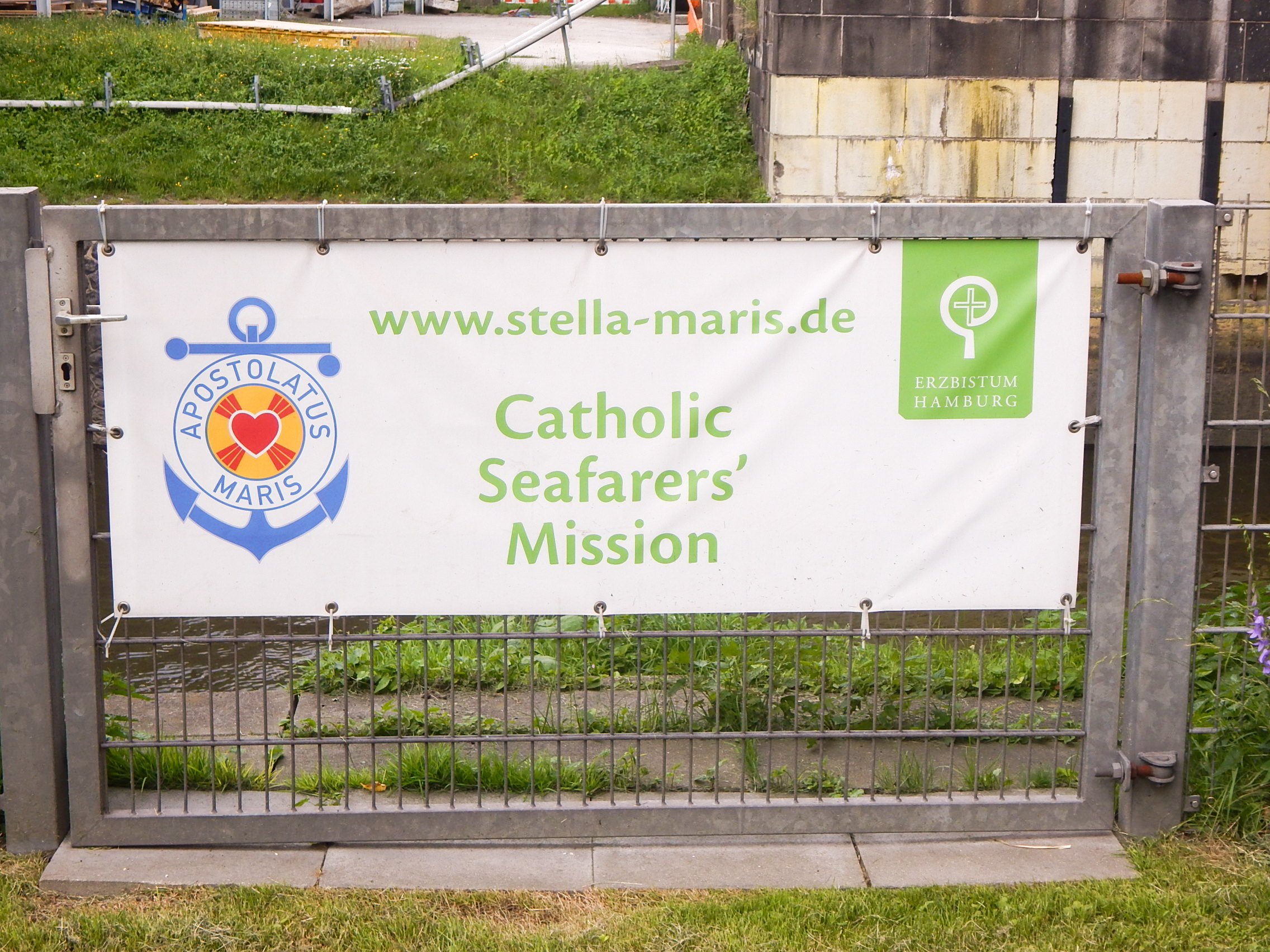
Stella Maris Hamburg

Zum Angebot von Stella Maris gehören geistliche, liturgische und seelsorgerliche Dienste, Gespräche, Gottesdienste sowohl auf dem Schiff als auch in der eigenen Kapelle, die Spendung von Sakramenten und Schiffssegnungen.
Der wichtigste Teil des Landgangs ist für Seeleute die Kontaktaufnahme zu der Familie in der Heimat. Dafür stellt Stella Maris die nötige Ausrüstung bereit: Internetdienste und Laptops.
Außerdem besteht die Möglichkeit, in verschiedenen Sprachen fernzusehen, Karaoke zu singen, in den Sommermonaten zu grillen und Tischtennis zu spielen.

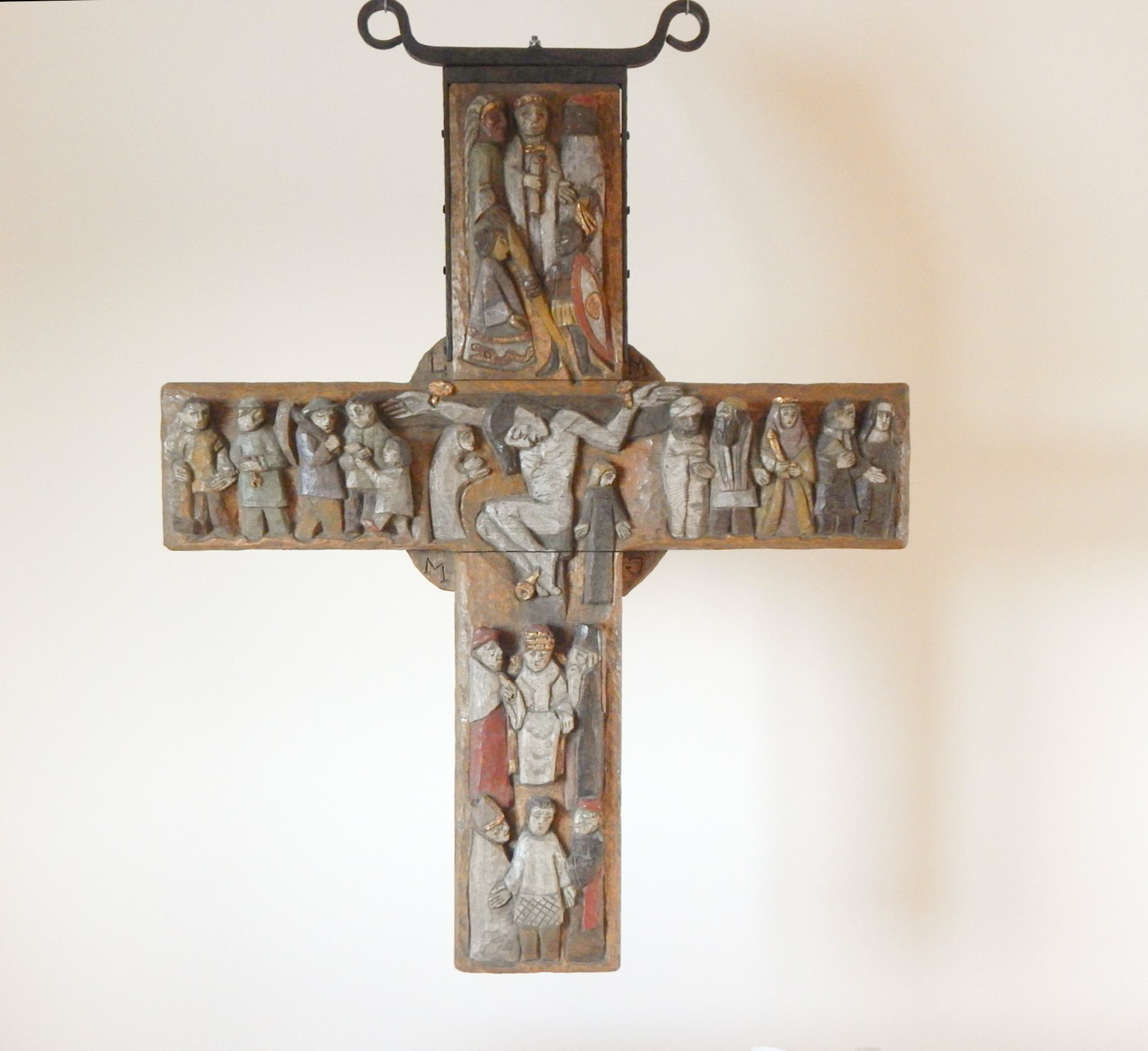
Stella Maris Hamburg – Andachtsraum
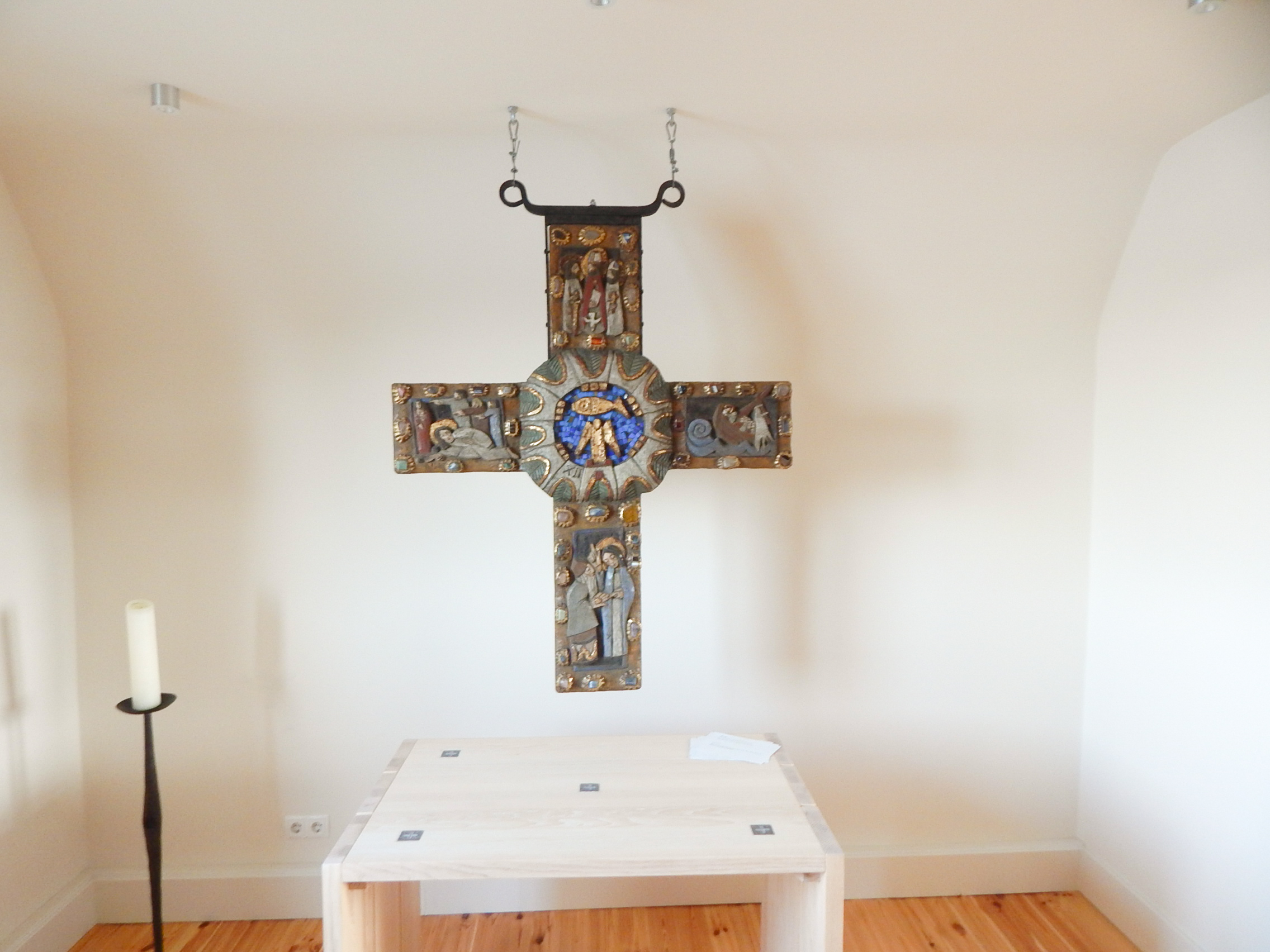
Stella Maris Hamburg – Andachtsraum
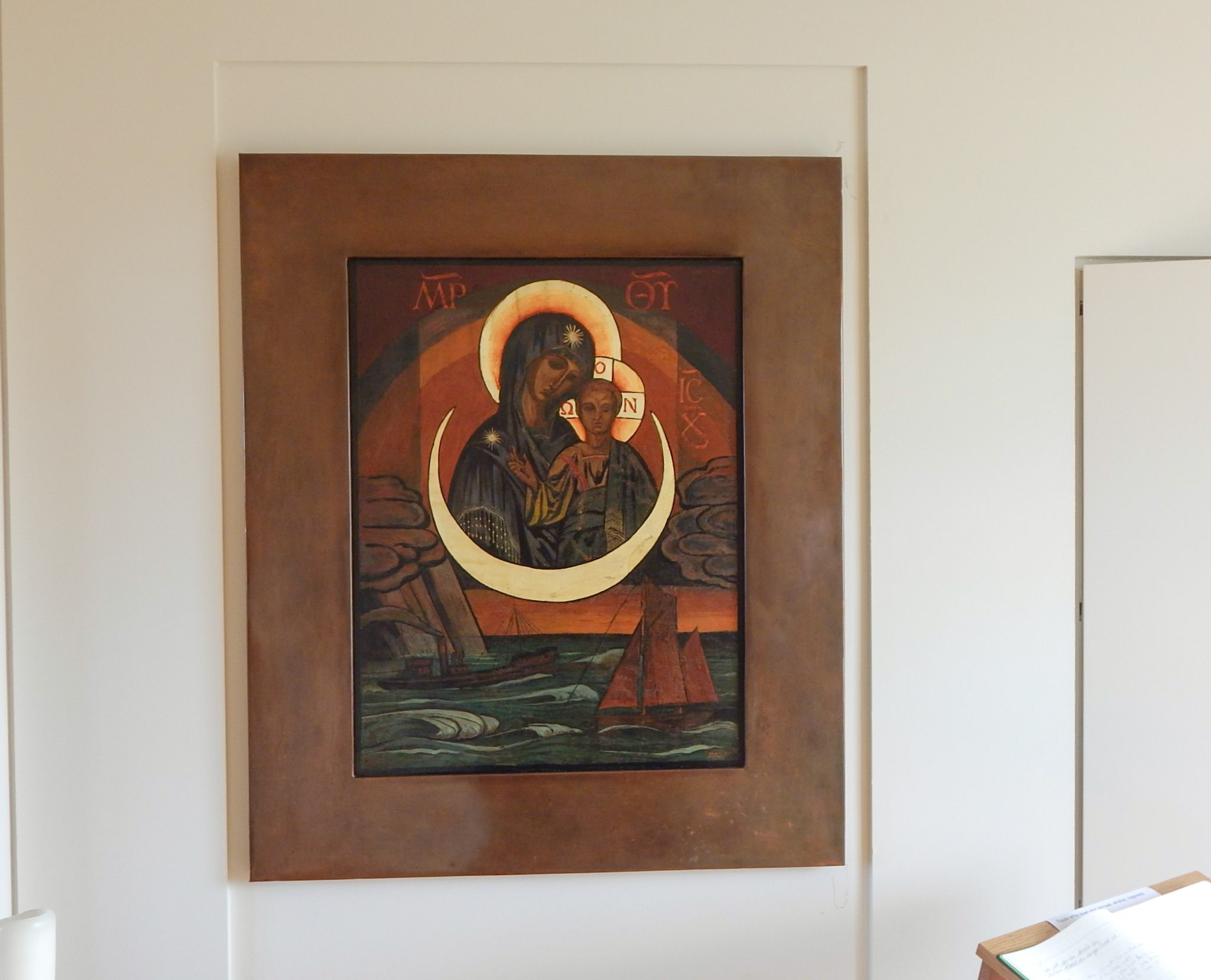
Stella Maris Hamburg – Andachtsraum
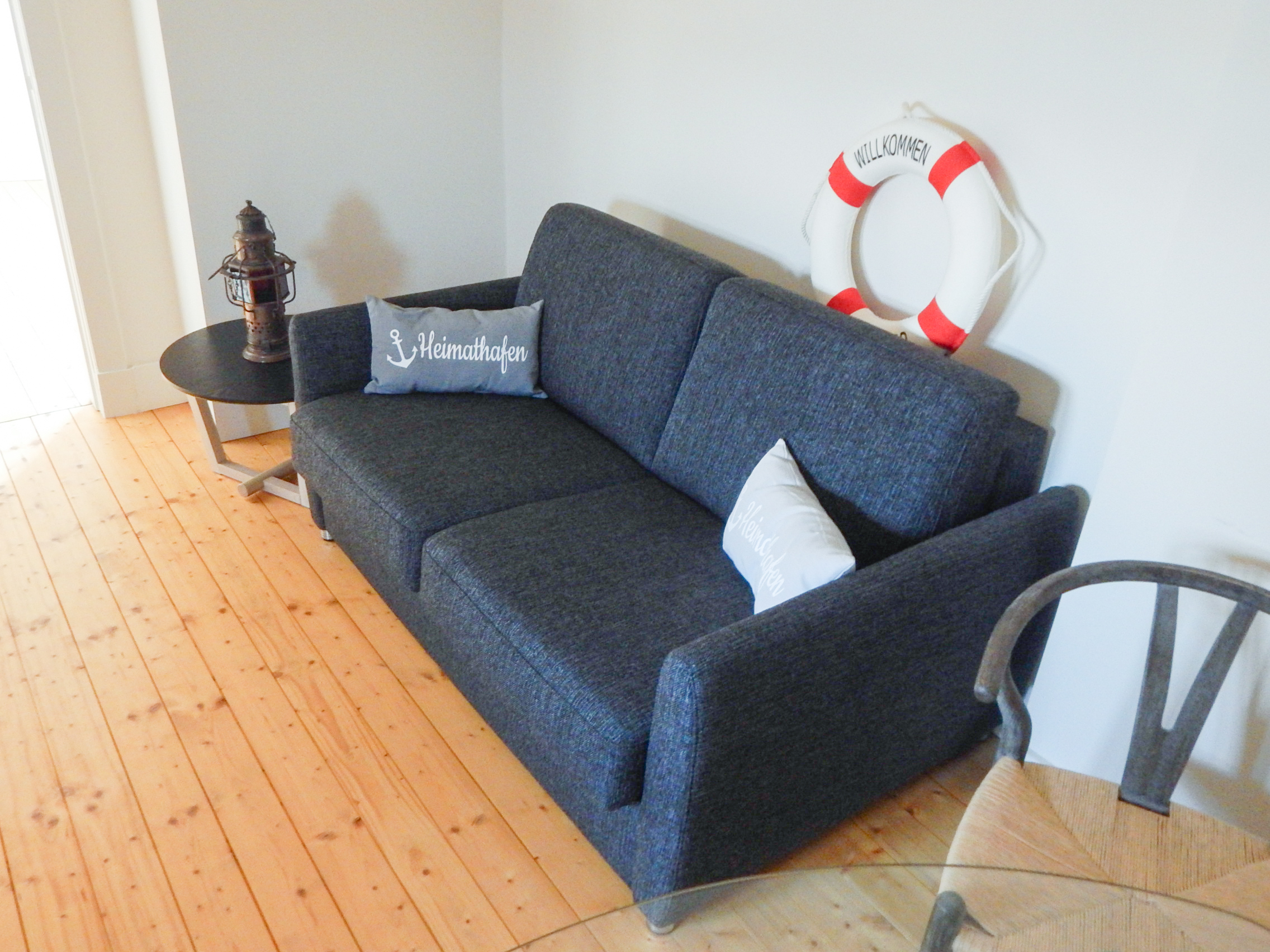
Stella Maris Hamburg – Aufenthaltsraum
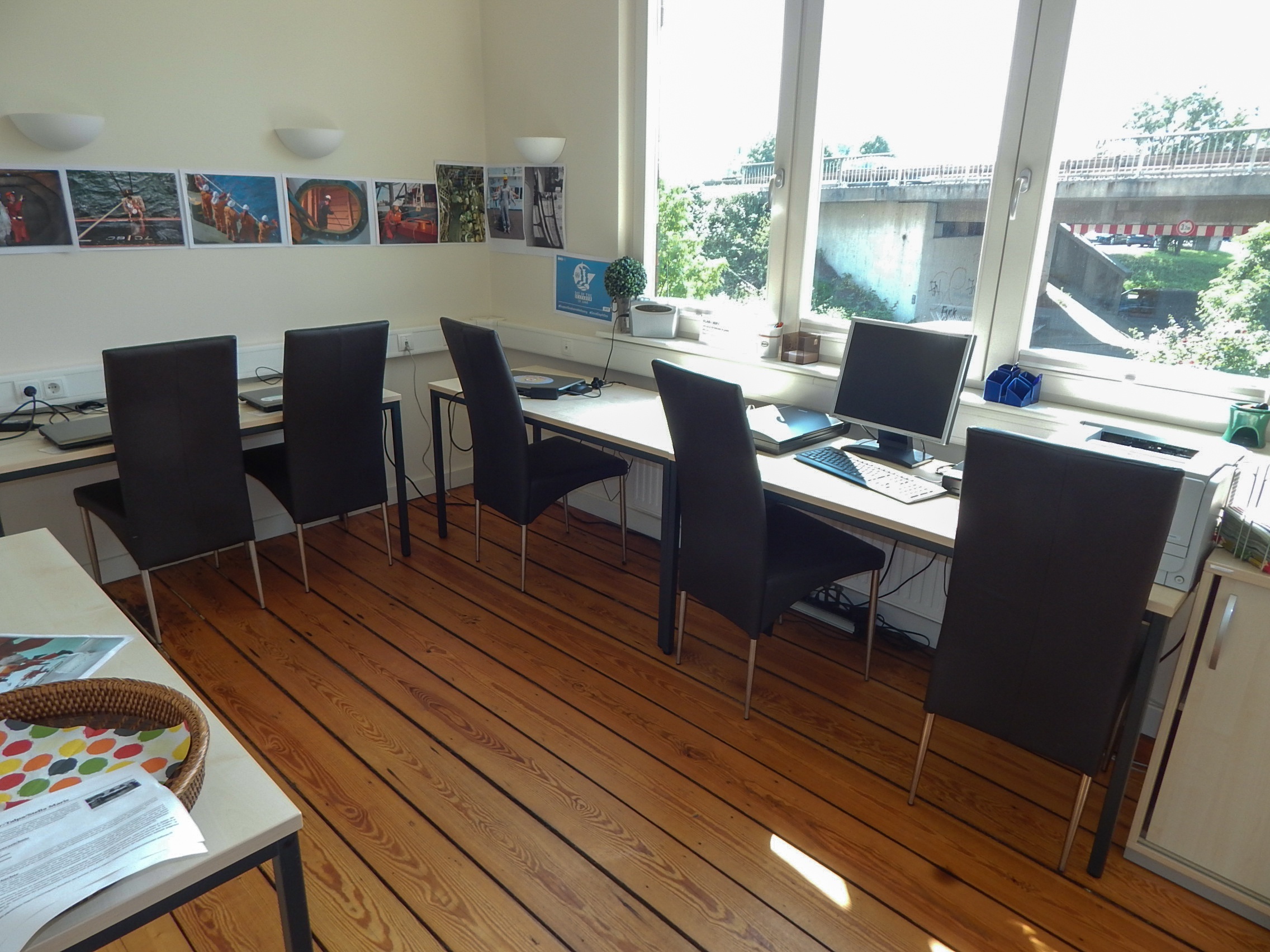
Stella Maris Hamburg – Computerraum
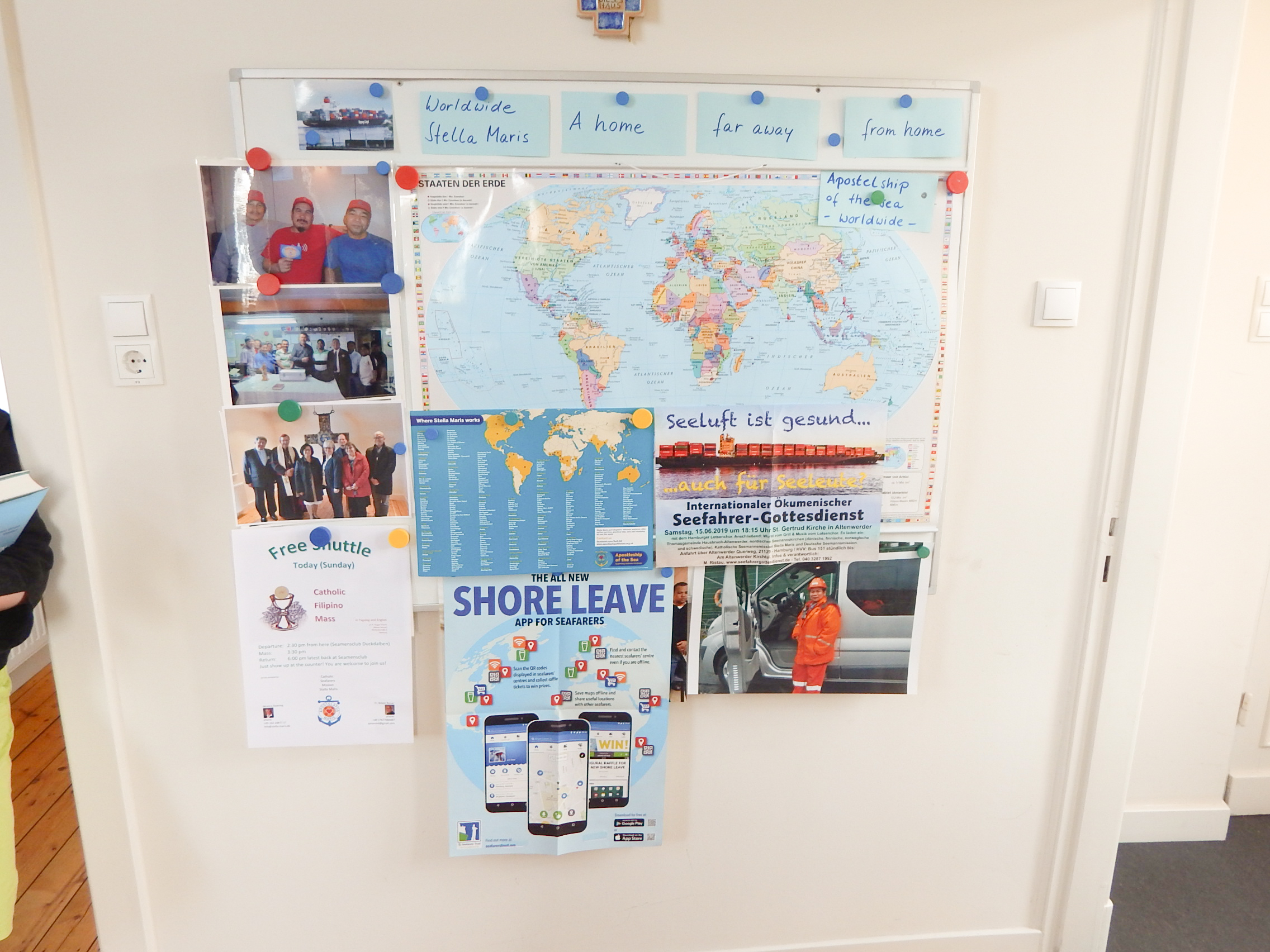
Stella Maris Hamburg – Eingang

## Shuttle-Service
Seefahrer kommen viele Monate nicht nach Hause. Während der Laufzeit ihres Kontraktes (oft 9 Monate) arbeiten und leben sie auf dem Schiff, an ihrem Arbeitsplatz. Im Hafen ist dann oft mehr zu tun als auf See: Verwaltungsarbeiten, Wartungsarbeiten, Ladungsarbeiten und Wachdienst können den Landgang der Seeleute verhindern.
Ein Landgang ist somit, wenn überhaupt, oft nur kurz möglich. An vielen Orten wird zudem der Landgang durch strenge Sicherheitsvorschriften erschwert. So ist es in vielen Terminals nicht erlaubt, zu Fuß zu gehen. Ein interner Shuttle-Service, der die Seeleute zwischen Gate und Schiff transportiert, existiert oft nicht und Taxis haben nicht die geforderte Sicherheitsausrüstung. Somit kommen nur die Seemannsmissionen mit ihren entsprechend ausgerüsteten Autos zum Schiff und können die Seeleute befördern.
Die Seeleute werden dann entweder zur Seemannsmission oder zu Einkaufsmöglichkeiten gefahren, wohin sie eben möchten.

## Bordbetreuung
Wenn die Seeleute keine Möglichkeit haben, das Schiff zu verlassen, gehen Bordbetreuer auf das Schiff. Im Angebot haben sie Telefonkarten und Zeitschriften, wenn verfügbar in der Landessprache. In den Fällen, wo Seeleute auf Medikamente angewiesen sind, ist die Unterstützung der Seemannsmission, etwa bei der Besorgung in Apotheken oder in der Seemannsambulanz  des Hafenkrankenhauses, besonders wichtig. Weitere Schwerpunkte der Arbeit der Bordbetreuung sind u. a. Seelsorge und Vermittlung bei arbeitsrechtlichen Problemen.
Bei einer Audienz im Vatikan im Juni 2019 erteilte Papst Franziskus den Schiffsseelsorgern weitreichende Befugnisse. Sie erhalten die gleichen Befugnisse wie ein Missionar der Barmherzigkeit.

## Zusammenarbeit
Die katholische Mission Stella Maris arbeitet heute regional zusammen mit der evangelischen Deutschen Seemannsmission und international in der International Christian Maritime Association (ICMA). So gibt es in Hamburg die Gemeinsame Bordbetreuung im Hamburger Hafen. Dort arbeitet Stella Maris mit den drei Hamburger evangelischen Seemannsmissionen und dem Seemannspastor der Nordkirche in einem gemeinsamen Bordbesucher-Team. Weiterhin wird jährlich ein Ökumenischer Seefahrergottesdienst in der Kirche St. Gertrud veranstaltet, den evangelische und katholische Missionen gemeinsam abhalten.
Das gemeinsame Bordbetreuer-Team kümmert sich auch um Seeleute, die einer Behandlung in einem Krankenhaus bedürfen. Da das Schiff nicht auf den Erkrankten warten kann und ohne ihn weiterfährt, wird dem zurückgelassenen Seefahrer durch  Besuche im Krankenhaus mit materieller und spiritueller Hilfe beigestanden.